# Once Upon a Time (Album)
Once Upon a Time ist das siebte Musikalbum der schottischen Band Simple Minds. Es wurde am 21. Oktober 1985 veröffentlicht und erreichte am 27. Oktober 1985 für eine Woche den ersten Platz der britischen Albumcharts. Das Album blieb insgesamt 77 Wochen in der Hitparade.

## Hintergrund
Nachdem die Band Anfang 1985 mit dem Titel Don’t You (Forget About Me) aus dem Soundtrack von The Breakfast Club international bekannt geworden war, nahm sie im gleichen Jahr das Album in einem ähnlichen kommerziell orientierten Pop-Rock-Stil auf, wobei die Band ihr politisches Engagement (vor allem für Amnesty International) in den Vordergrund stellte. Es folgte eine Welttournee von 31. Oktober 1985 bis zum 9. November 1986. Es wurden Die USA, Kanada, Europa, Japan und Australien bereist.

## Titelliste
1. Once Upon a Time (5:45)
2. All the Things She Said (4:15)
3. Ghost Dancing (4:45)
4. Alive and Kicking (5:26)
5. Oh Jungleland (5:14)
6. I Wish You Were Here (4:42)
7. Sanctify Yourself (4:57)
8. Come a Long Way (5:07)

## Rezeption
Allmusic hält das Album für eines ihrer besten und vergibt 4,5 von 5 Sternen.

## Kommerzieller Erfolg

### Chartplatzierungen
Das Album erreichte Platz 1 in England (Dreifachplatin) sowie Platz 10 in den USA, Platz 5 in Deutschland, Platz 6 in Norwegen und Platz 7 in der Schweiz. Die vier ausgekoppelten Singles waren: Alive and Kicking (UK 7, US 3, CH 13, DE 17), Sanctify Yourself (UK 10, US 14, DE 38), All the Things She Said (UK 9, US 28, DE 51) and Ghost Dancing (UK 13).
| ChartsChartplatzierungen       | Höchstplatzierung | Wochen |
| ------------------------------ | ----------------- | ------ |
| Deutschland (GfK)              | 5 (26 Wo.)        | 26     |
| Schweiz (IFPI)                 | 7 (19 Wo.)        | 19     |
| Vereinigte Staaten (Billboard) | 10 (42 Wo.)       | 42     |
| Vereinigtes Königreich (OCC)   | 1 (83 Wo.)        | 83     |

| ChartsJahrescharts (1986) | Platzierung |
| ------------------------- | ----------- |
| Deutschland (GfK)         | 54          |

### Auszeichnungen für Musikverkäufe
| Land/Region                  | Auszeichnungen für Musikverkäufe (Land/Region, Auszeichnung, Verkäufe) | Verkäufe  |
| ---------------------------- | ---------------------------------------------------------------------- | --------- |
| Belgien (BRMA)               | Platin                                                                 | 75.000    |
| Deutschland (BVMI)           | 2× Gold                                                                | 500.000   |
| Frankreich (SNEP)            | Gold                                                                   | 100.000   |
| Griechenland (IFPI)          | Gold                                                                   | 50.000    |
| Kanada (MC)                  | 2× Platin                                                              | 200.000   |
| Neuseeland (RMNZ)            | Platin                                                                 | 20.000    |
| Niederlande (NVPI)           | Platin                                                                 | 100.000   |
| Spanien (Promusicae)         | Gold                                                                   | 50.000    |
| Vereinigte Staaten (RIAA)    | Gold                                                                   | 500.000   |
| Vereinigtes Königreich (BPI) | 3× Platin                                                              | 900.000   |
| Insgesamt                    | 6× Gold · 8× Platin ·                                                  | 2.495.000 |

## Mitwirkende
- Jim Kerr: Gesang;
- Charlie Burchill: Akustik- und E-Gitarre;
- Michael MacNeil: Keyboards;
- John Giblin: E-Bass, Gesang;
- Mel Gaynor: Schlagzeug, Gesang;
- Robin Clark: Gesang